# 历史系男生
《历史系男生》（History Boys）是由艾伦·贝内特改编的2006年英国喜剧电影，曾获得2005年勞倫斯·奧立佛獎最佳新剧奖和2006年托尼奖最佳剧本。该剧由尼古拉斯·希特納（Nicholas Hytner）执导，他曾在伦敦皇家国家剧院（Royal National Theatre）执导过原著，并带有剧本的原版演员。